# Eufalconius pendleburyi
Eufalconius pendleburyi är en insektsart som beskrevs av Günther, K. 1938. Eufalconius pendleburyi ingår i släktet Eufalconius och familjen torngräshoppor. Inga underarter finns listade i Catalogue of Life.